# العلاقات الزيمبابوية المالية
العلاقات الزيمبابوية المالية هي العلاقات الثنائية التي تجمع بين زيمبابوي ومالي.

## مقارنة بين البلدين
هذه مقارنة عامة ومرجعية للدولتين:
| وجه المقارنة                                              | زيمبابوي | مالي            |
| --------------------------------------------------------- | --- | --------------- |
| المساحة (كم2)                                             | 390.76 ألف | 1.24 مليون      |
| عدد السكان (نسمة)                                         | 16.53 مليون | 18.54 مليون     |
| الكثافة السكانية (ن./كم²)                                 | 42.3 | 14.95           |
| العاصمة                                                   | هراري | باماكو          |
| اللغة الرسمية                                             | لغة إنجليزية، اللغة الشونا، النديبيلية الشمالية ‏، لغة الشيشيوا، Barwe ‏، Kalanga language ‏، Tshwa language ‏، النداو ‏، اللغة التسونجا، لغة الإشارة الزيمبابوية ‏، اللغة السوتية، تونغا ‏، اللغة التسوانية، اللغة الفيندية، اللغة الكوسية | لغة فرنسية      |
| العملة                                                    | دولار أمريكي | فرنك غرب أفريقي |
| الناتج المحلي الإجمالي (بليون دولار)                      | 17.85 مليار | 15.29 مليار     |
| الناتج المحلي الإجمالي (تعادل القوة الشرائية) بليون دولار | 27.88 مليار | 35.69 مليار     |
| الناتج المحلي الإجمالي الاسمي للفرد دولار أمريكي          | 924 | 724             |
| الناتج المحلي الإجمالي للفرد دولار أمريكي                 | 1.79 ألف | 1.60 ألف        |
| مؤشر التنمية البشرية                                      | 0.509 | 0.419           |
| رمز المكالمات الدولي                                      | +263 | +223            |
| رمز الإنترنت                                              | .zw | .ml             |
| المنطقة الزمنية                                           | ت ع م+02:00 | 00              |

## منظمات دولية مشتركة
يشترك البلدان في عضوية مجموعة من المنظمات الدولية، منها:
| علم المنظمة | اسم المنظمة                                                | تاريخ انضمام زيمبابوي | تاريخ انضمام مالي |
| ----------- | ---------------------------------------------------------- | --------------------- | ----------------- |
|             | مؤسسة التنمية الدولية                                      | 29 سبتمبر 1980        | 27 سبتمبر 1963    |
|             | الأمم المتحدة                                              | 25 أغسطس 1980         | 28 سبتمبر 1960    |
|             | منظمة التجارة العالمية                                     | ?                     | ?                 |
|             | البنك الإفريقي للتنمية                                     | ?                     | ?                 |
|             | وكالة ضمان الاستثمار متعدد الأطراف                         | 10 أبريل 1992         | 22 أكتوبر 1992    |
|             | مجموعة دول أفريقيا والكاريبي والمحيط الهادئ                | ?                     | ?                 |
|             | الاتحاد الأفريقي                                           | ?                     | ?                 |
|             | العملية المشتركة للاتحاد الأفريقي والأمم المتحدة في دارفور | ?                     | ?                 |
|             | منظمة الشرطة الجنائية الدولية                              | ?                     | ?                 |
|             | المركز الدولي لتسوية المنازعات الاستشارية                  | 19 يونيو 1994         | 2 فبراير 1978     |
|             | الاتحاد الدولي للاتصالات                                   | 10 فبراير 1981        | 21 أكتوبر 1960    |
|             | الفريق المعني برصد الأرض                                   | ?                     | ?                 |
|             | البنك الدولي للإنشاء والتعمير                              | 29 سبتمبر 1980        | 27 سبتمبر 1963    |
|             | الاتحاد البريدي العالمي                                    | ?                     | ?                 |
|             | منظمة حظر الأسلحة الكيميائية                               | ?                     | ?                 |
|             | مؤسسة التمويل الدولية                                      | 29 سبتمبر 1980        | 9 مايو 1978       |
|             | يونسكو                                                     | 22 سبتمبر 1980        | 7 نوفمبر 1960     |

## وصلات خارجية
- موقع وزارة الخارجية الزيمبابوية